# Microneta watona
Microneta watona là một loài nhện trong họ Linyphiidae.
Loài này thuộc chi Microneta. Microneta watona được Ralph Vary Chamberlin & Wilton Ivie miêu tả năm 1936.